# Adorazione della Santissima Trinità

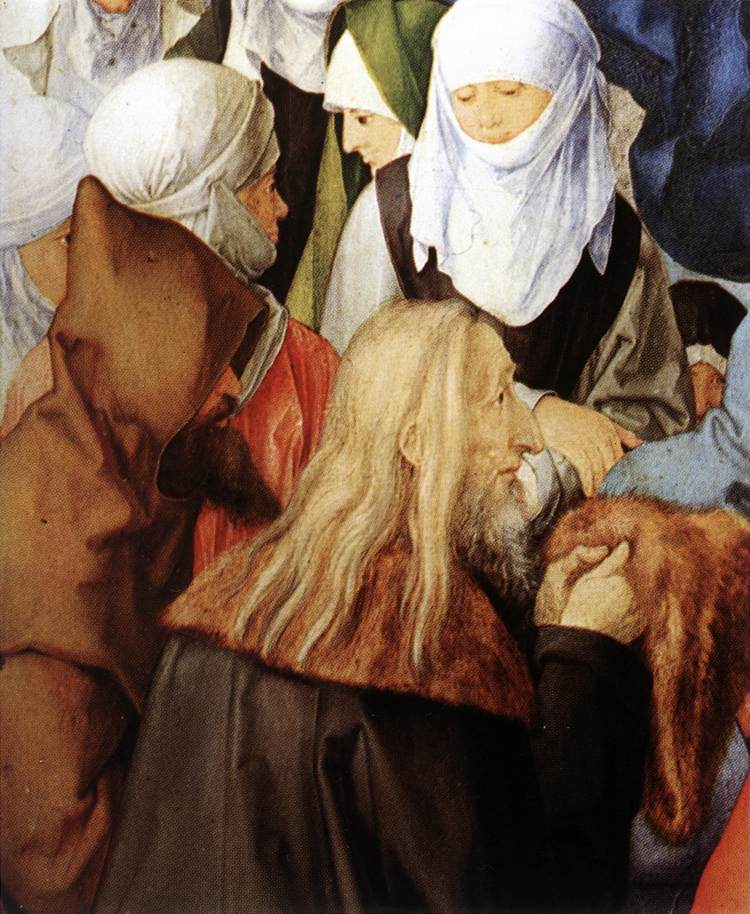
Dettaglio

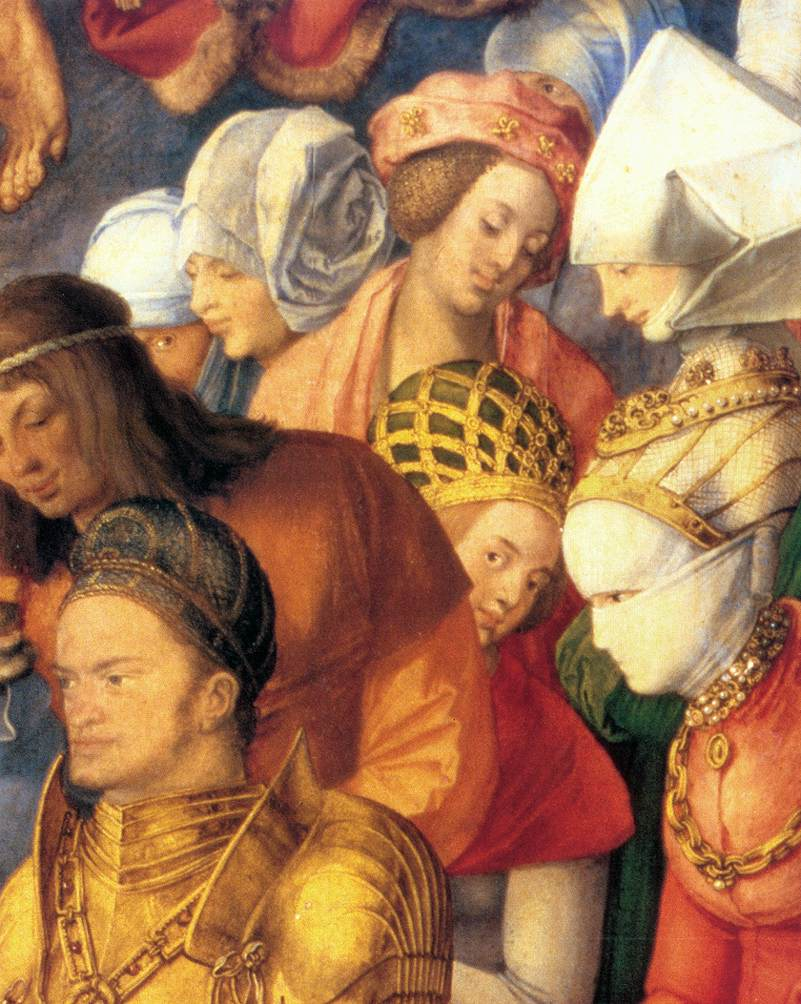
Dettaglio

L'Adorazione della Santissima Trinità, o Altare Ladauer, è un dipinto a olio su tavola di pioppo (135x123 cm) di Albrecht Dürer, firmato e datato 1511, e conservato nel Kunsthistorisches Museum a Vienna. L'opera è firmata su una tabella tenuta in basso da un autoritratto dell'artista: "ALBERTUS DURER NORICUS FACIEBAT ANNO A VIRIGINIS PARTU 1511".

## Storia
L'opera venne commissionata dal ricco mercante di Norimberga Mattaheus Landauer per una cappella dedicata alla Trinità e tutti i santi nella Zwölfbrüderhaus, la "Casa dei Dodici fratelli" da lui fondata con Erasmus Schiltkrot, un'istituzione benefica che poteva ospitare dodici artigiani anziani e in miseria per non potere più praticare la professione che, come gli apostoli, avrebbero vissuto comunitariamente. Lo stesso Landauer vi visse dal 1510 fino alla morte.
La commissione della pala risale al 1508, ma non venne consegnata che nel 1511, anno in cui fu installata nella chiesa.

## Descrizione e stile
L'altare era concepito all'italiana, senza sportelli e con una forma centinata, con una ricca cornice, progettata dallo stesso Dürer, in cui si trova una raffigurazione a intaglio del Giudizio Universale, oltre agli stemmi dei committenti.
L'affollatissima pala mostra al centro, in alto, la rappresentazione della santissima Trinità, con Dio Padre tiene il crocifisso con Gesù ancora vivente, mentre in alto, in un nimbo di luce circondato da cherubini, appare la colomba dello Spirito Santo. Dio indossa la corona imperiale e sfoggia un ampio mantello dorato con fodera verde retto da angeli.
Tutt'attorno, ispirandosi alle teorie di sant'Agostino, Dürer dipinse la schiera paradisiaca dei santi e delle sante, guidati rispettivamente san Giovanni Battista e da Maria.
Più sotto la moltitudine umana è divisa in religiosi e religiose, a sinistra, guidati dal papa, e dai laici, mentre a destra guidato dall'imperatore, con una divisione analoga a quella già operata nella Festa del Rosario del 1506. A sinistra, accanto a un cardinale che sembra intercedere per lui, si vede inginocchiato il vecchio Matthäus Landauer, vestito dei ricchi abiti con pelliccia del suo ceto, che si sfila il cappello quasi intomorito dalla visione. Un contadino, con ancora in mano lo strumento per battere il grano, rappresenta le classi più umili. Tra le figure più enigmatiche, a destra si vede quella di una regina col volto completamente coperto da veli, che lascia intravedere solo gli occhi.
La fascia inferiore è occupata da un amplissimo paesaggio dell'alba sopra un lago stretto tra colline che si perdono in lontananza, ispirato alle magnifiche vedute di Altdorfer e Patinier. Qui, solo, si vede nell'angolo destro il pittore che si autoritrae e regge la tabella all'antica con l'iscrizione.

## Altre immagini

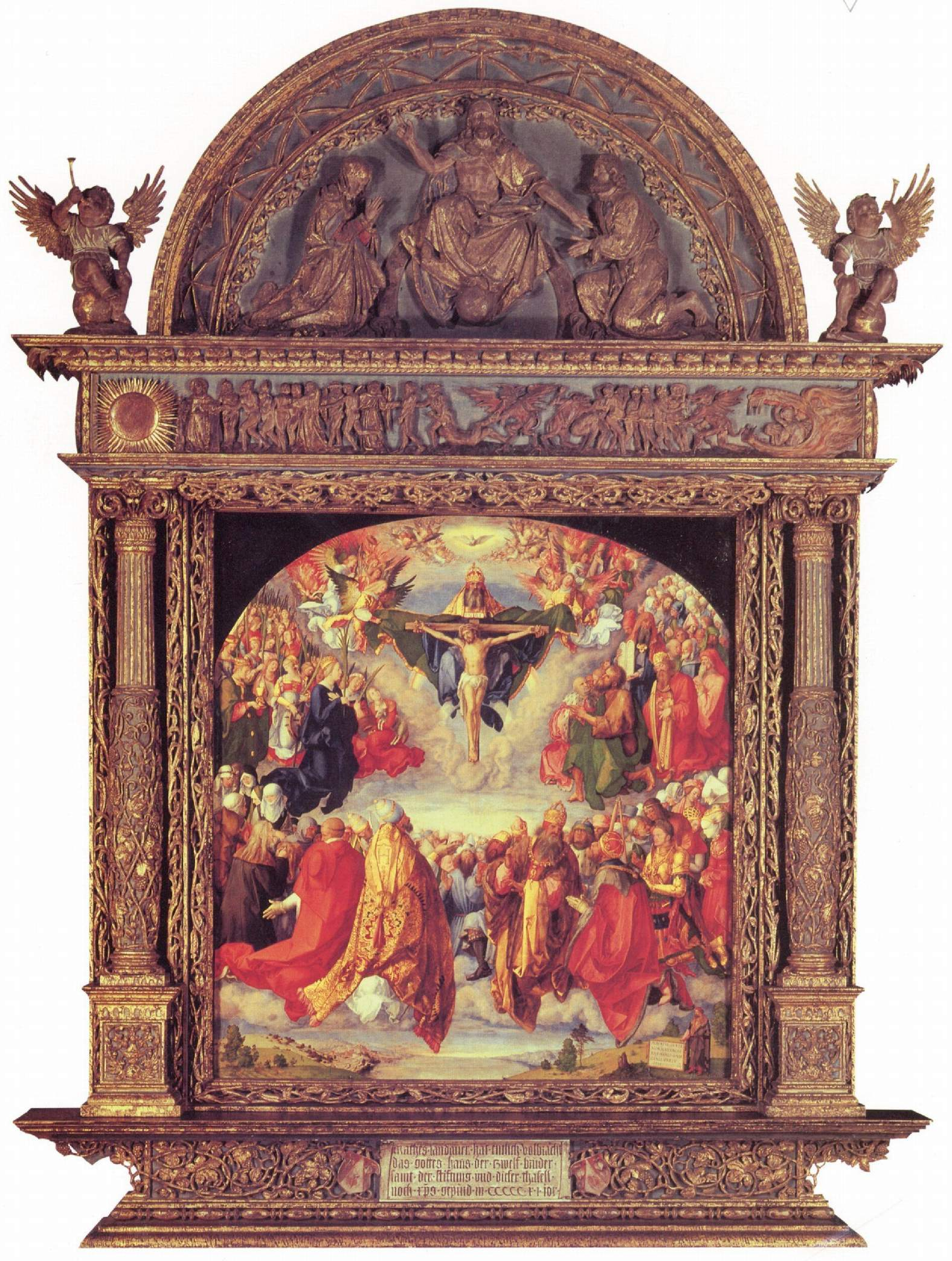
L'opera con la cornice
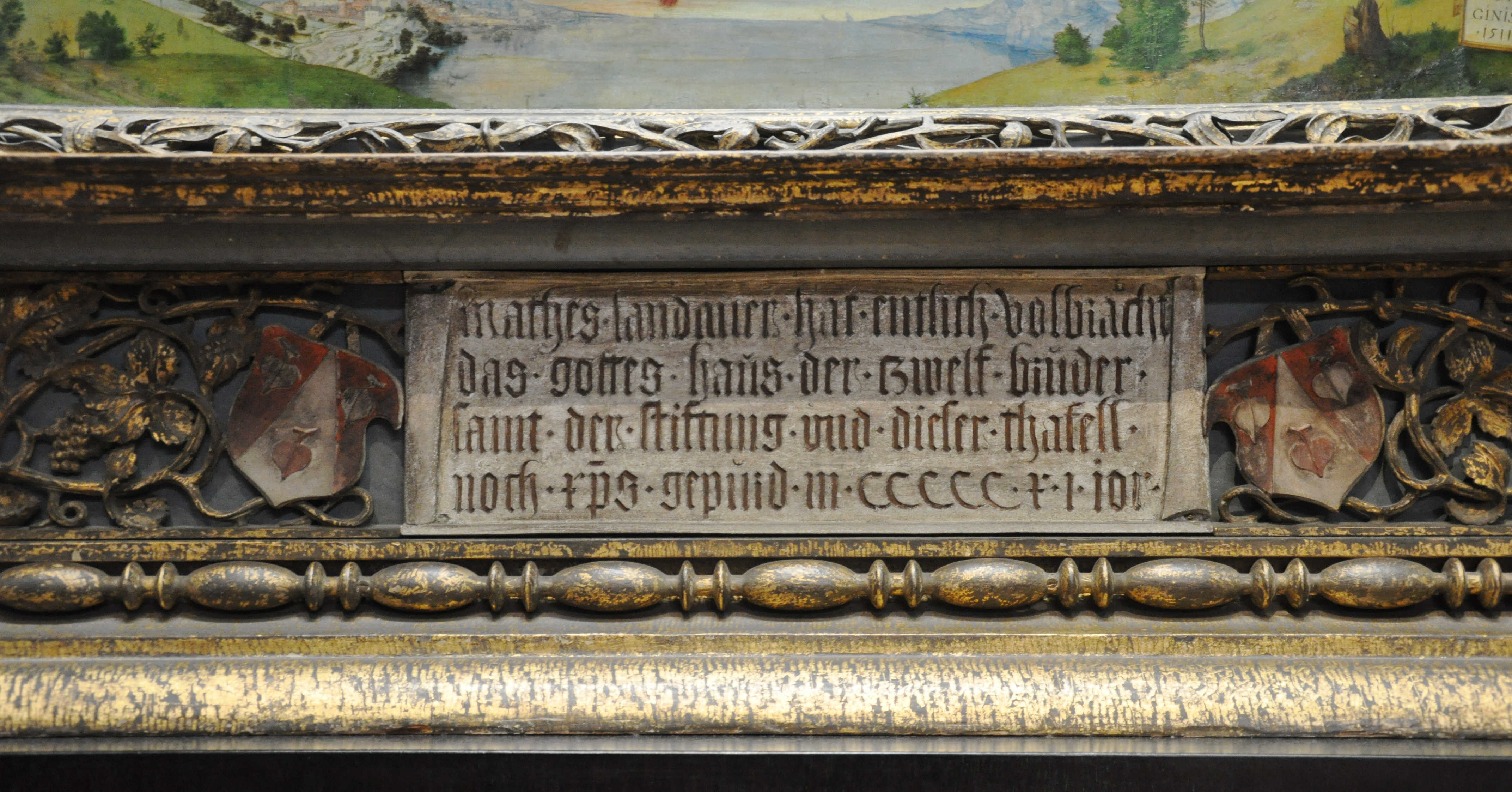
Iscrizione e stemmi sulla cornice
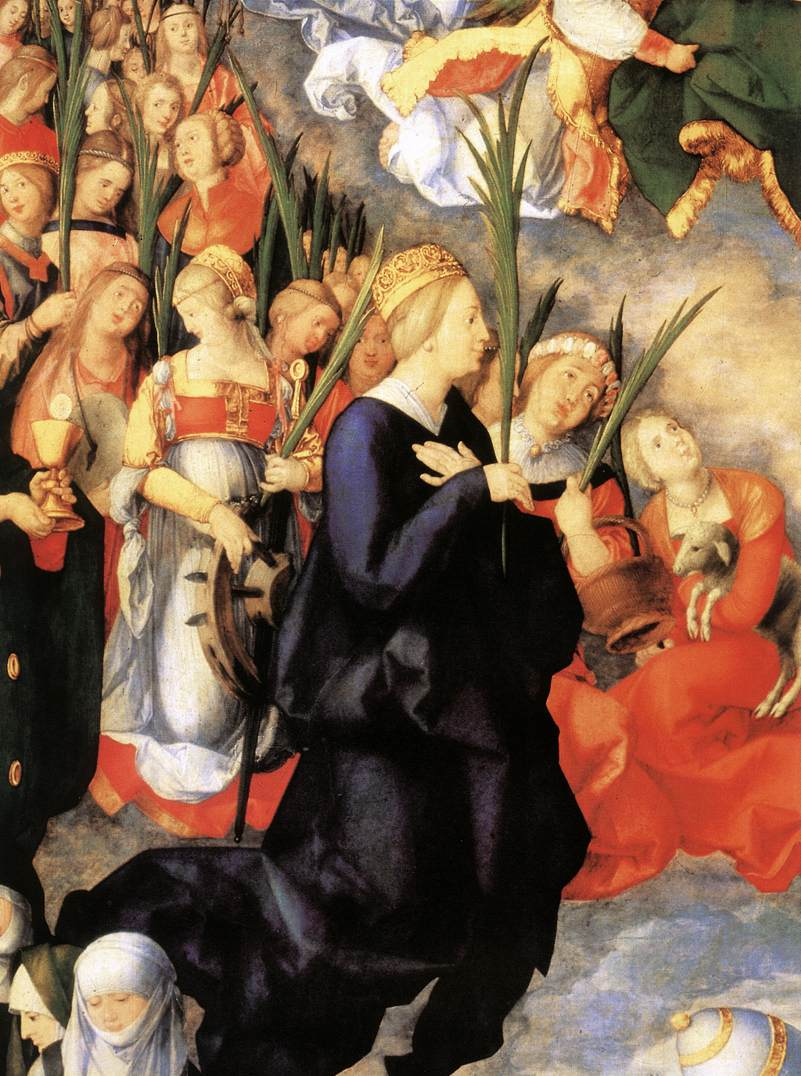
Dettaglio
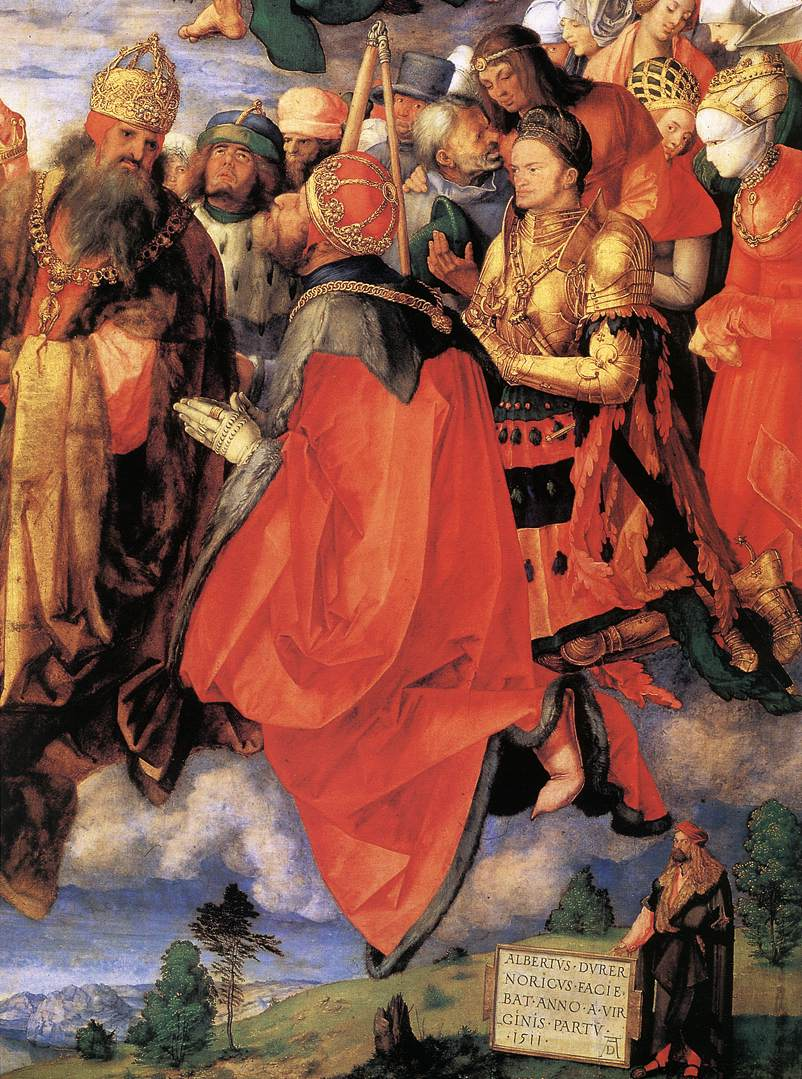
Dettaglio
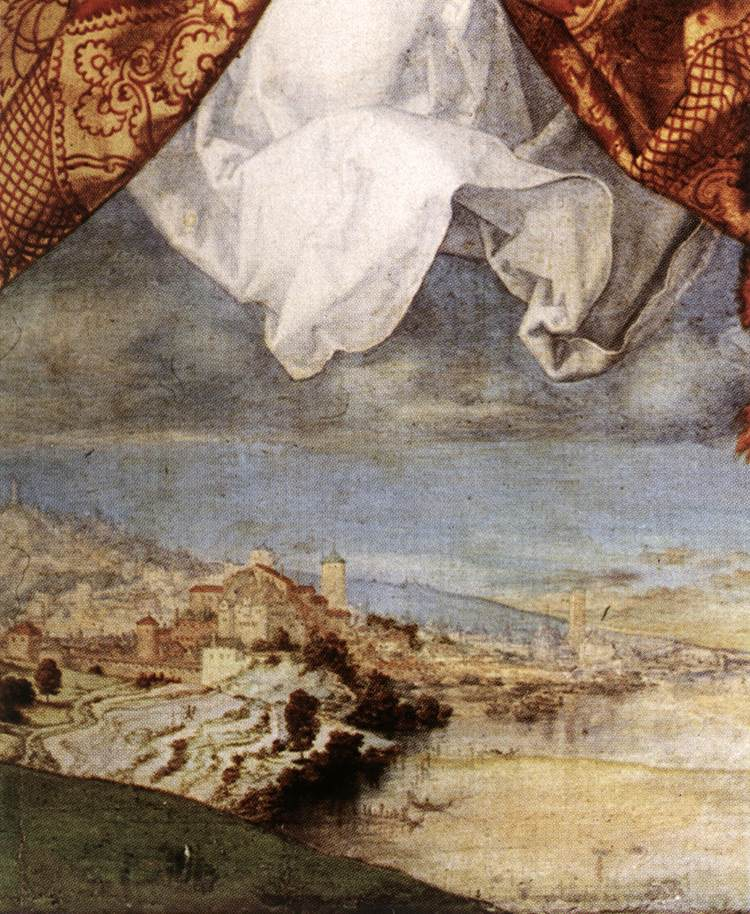
Il paesaggio
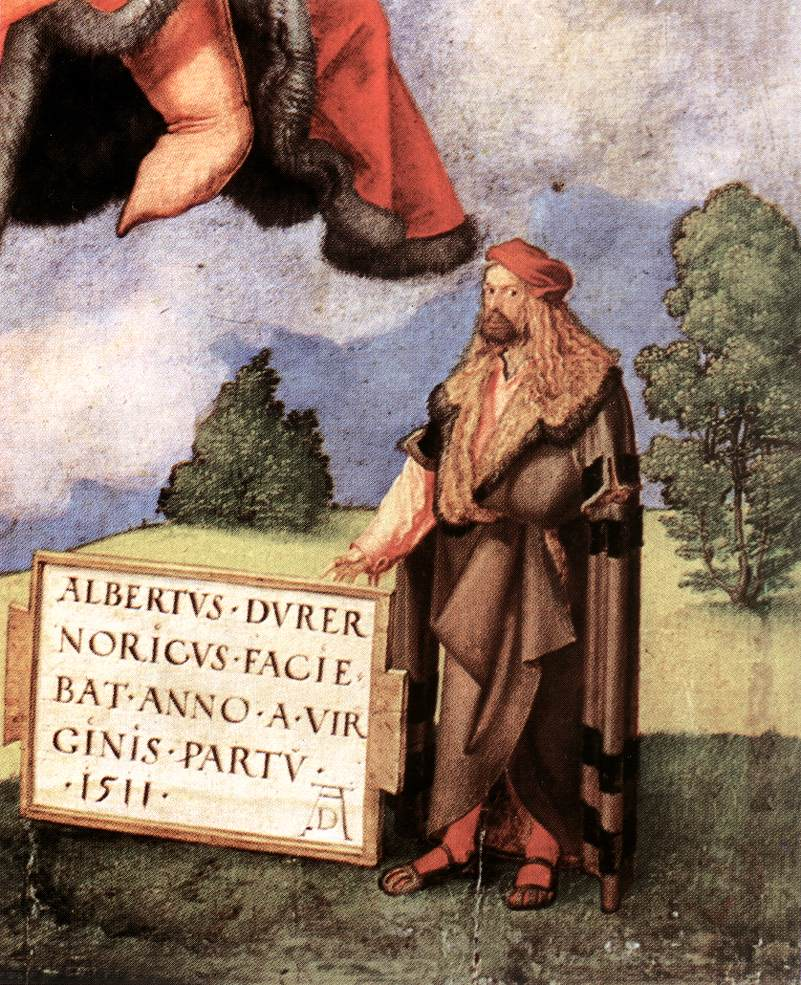
L'autoritratto